# Togg
Togg nebo Turkey's Automobile Joint Venture Group Inc. (turecky Türkiye'nin Otomobili Girişim Grubu A.Ş.) je turecká státní automobilka založená jako společný podnik v roce 2018.
V prosinci 2019 předvedla automobilka dva koncepty elektromobilů a oznámila, že jejich první elektrický SUV bude připraven k sériové výrobě do roku 2023.